# Anisodes intermixtaria
Anisodes intermixtaria är en fjärilsart som beskrevs av Swinhoe 1892. Anisodes intermixtaria ingår i släktet Anisodes och familjen mätare. Inga underarter finns listade i Catalogue of Life.